# Jeu provençal
Pour les articles homonymes, voir Provençal (homonymie).

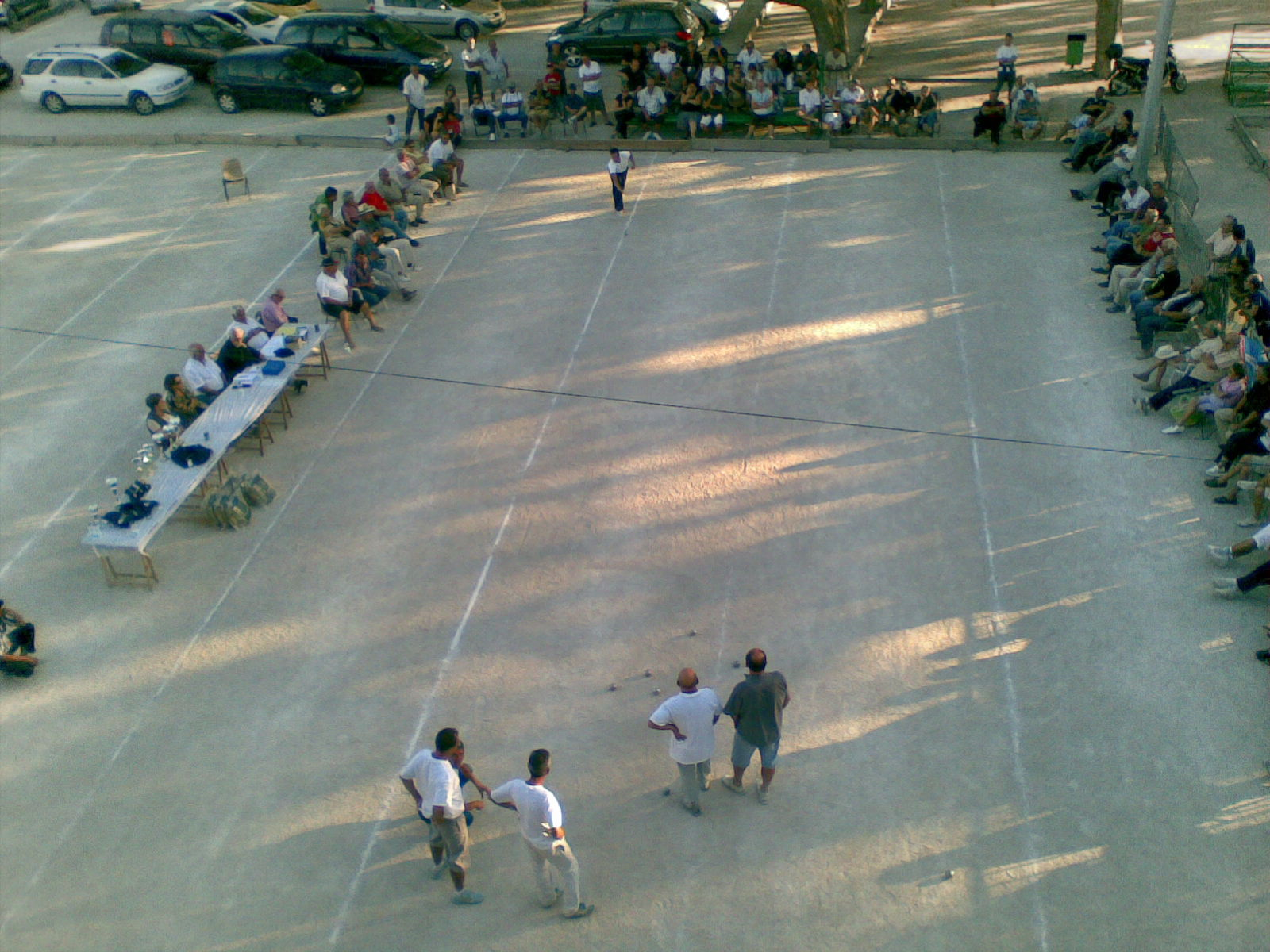
Jeu provençal sur les allées de l'Oulle à Avignon.

Le jeu provençal (en provençal  : juòc de bòcha ou jòc de bola), appelé aussi la louche polonaise, les trois pas ou la longue, est un jeu de boules au cours duquel les parties se déroulent de manière mobile sur un terrain de quinze à vingt mètres, soit deux fois plus long que celui de la pétanque, dont il est l'ancêtre. On a dit du jeu provençal qu'il était la « formule 1 » des jeux de boules.

## Historique

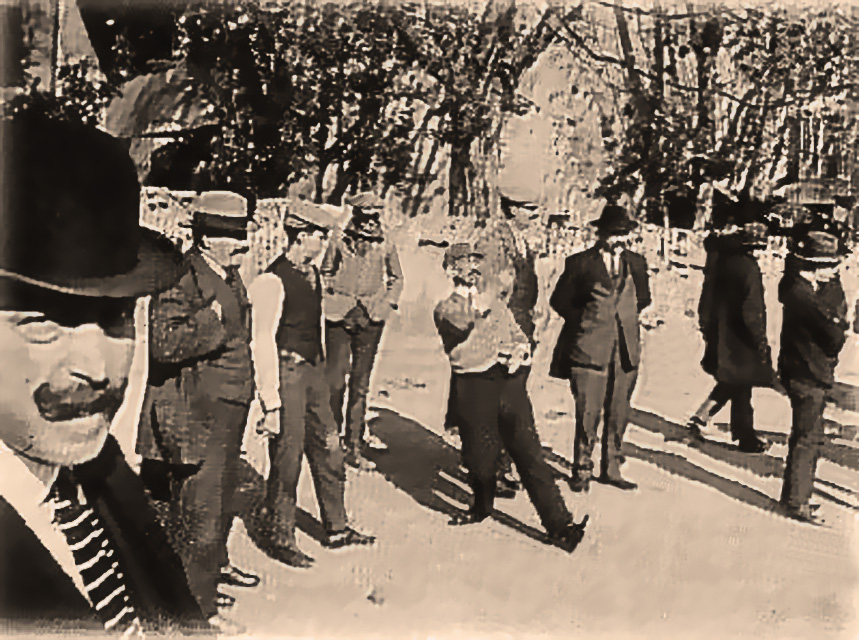
Préparation du tir à la longue

La boule lyonnaise ou « jeu national » voit le jour au XVIIIe siècle dans la région de Lyon, d’où son nom. En 1850 ce jeu est élevé au rang de sport, avec la création de la première société officielle : « le Clos Jouve ».  De ce fait, la Fédération française de boules fut longtemps dominée par la boule lyonnaise.
Au cours du XIXe siècle, la section provençale de la FFB codifie le jeu dit « à la longue »  qui est un jumeau très prisé par les méridionaux de la boule lyonnaise. Il exige les mêmes qualités sportives que celle-ci, mais peut contrairement à elle se jouer sur un terrain irrégulier, avec des boules plus petites.
Historiquement, ce jeu est lié à un accident dramatique qui causa la mort de plusieurs dizaines de personnes. Le dimanche 28 avril 1792 des gardes nationaux se servent de boulets pour jouer au jeu provençal : le choc des projectiles sur les dalles produisit des étincelles qui entrainèrent une explosion qui fit trente-huit morts et de nombreux blessés,,.

## Diffusion
Le jeu provençal est surtout pratiqué dans les régions et départements suivants : Bouches-du-Rhône, Gard, Vaucluse, Alpes-de-Haute-Provence, Hautes-Alpes, Alpes-Maritimes, Var, Occitanie, Centre-Val de Loire, Île-de-France, Hauts-de-France, Bourgogne-Franche-Comté, Ardèche.

## Règles du jeu

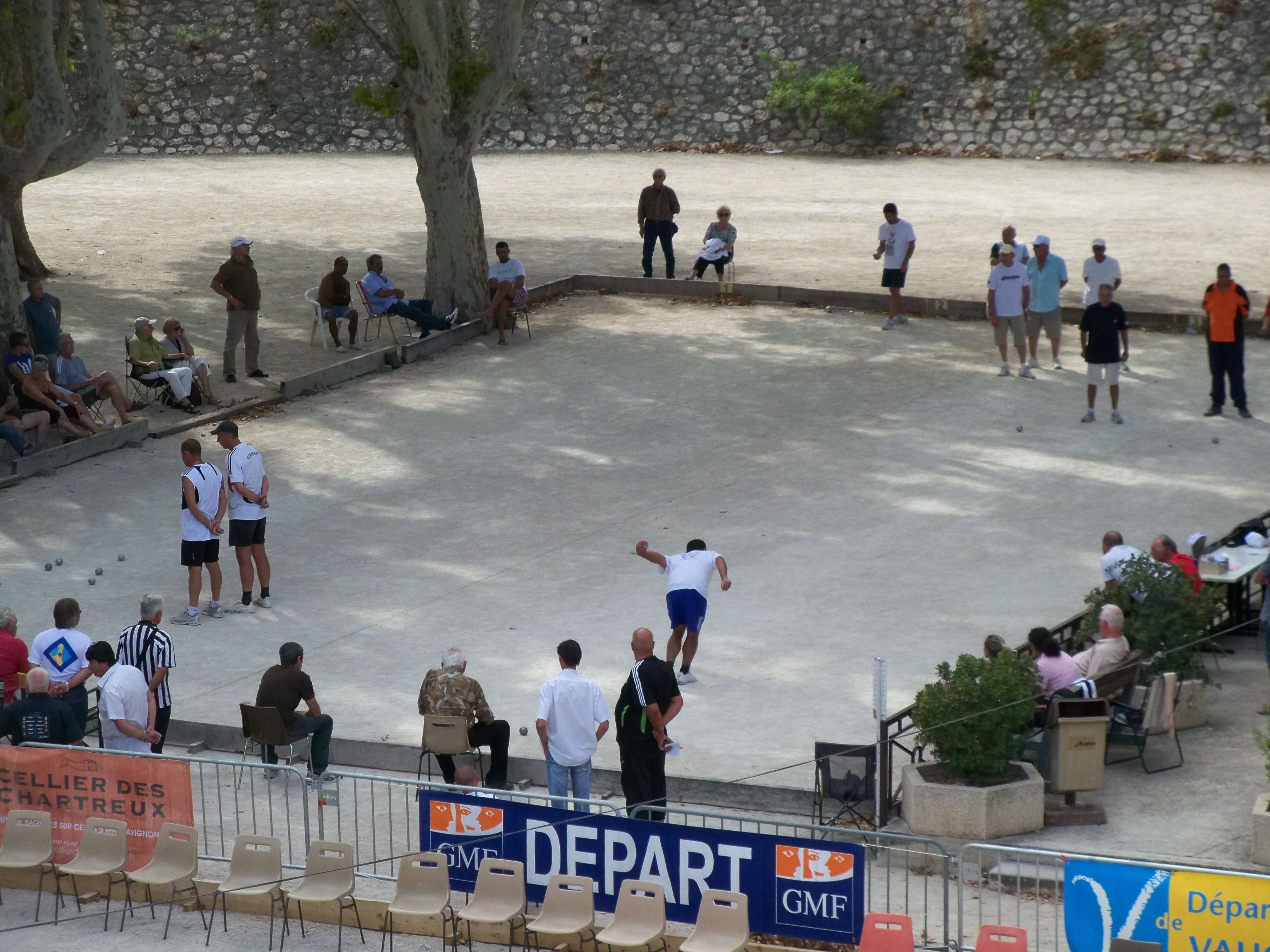
Un pointeur gaucher en appui sur le pied droit

Ce sont les mêmes que celles de la pétanque, à l'exception de la façon de lancer la boule, à la fois plus acrobatique et chorégraphique, en raison de la grande distance. 
- Le but (cochonnet ou bouchon) doit être lancé d'un cercle tracé sur le sol à une distance comprise entre quinze et vingt mètres (contre six à dix mètres pour la pétanque)[1].
- Le pointeur doit obligatoirement sortir un seul pied du cercle en faisant un pas dans la direction qu'il désire (généralement en avant ou de côté)[1].
- il peut alors lancer sa boule, soit avec les deux pieds à terre (un pied restant dans le cercle), soit en se tenant sur une jambe, les deux pieds à l'extérieur du cercle après avoir relevé le pied sur lequel il a pris appui[1].

- le tireur doit également sortir de son cercle pour effectuer les trois bonds réglementaires pour prendre son élan et lancer la boule après le dernier pas, lorsqu'il pose le pied à terre.  Cette course d'élan, d'une grande élégance, qui n'est pas sans rappeler celle du saut en longueur, est indispensable pour franchir la distance jusqu'à la boule adverse et tenter de la déloger[1].

Les championnats de France de jeu provençal furent créés en 1946.
L’invention de la pétanque en 1910 visait à permettre aux joueurs âgés et moins mobiles de continuer à pratiquer le jeu sur un terrain court, et en gardant les « pieds tanqués » dans le cercle.

## Anciennes gloires du jeu provencal
- Marius Ghilardi, dit « Sardine »

## La Fanny

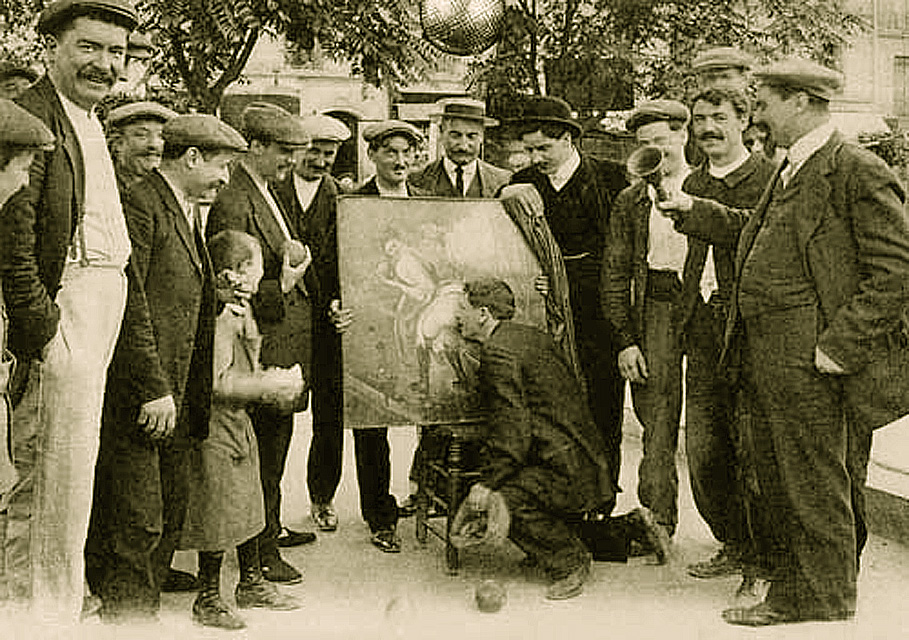
Le rituel du perdant 13 à 0 : embrasser Fanny

- « Embrasser Fanny », « faire fanny », « être fanny », « (se) prendre une fanny » ou « Fanny paie à boire » : perdre une partie sur le score de 13 à 0. À l'origine, les perdants devaient alors embrasser les fesses d'une femme postiche nommée Fanny, représentée sous forme de tableau, de poterie ou de sculpture. Plus récemment, l'équipe perdante doit payer une tournée à l'équipe gagnante.
- « Mettre une fanny » : gagner une partie sur le score de 13 à 0.